# Aspidoras lakoi
Aspidoras lakoi é uma espécie de peixe de clima tropical que se encontra no Brasil, mais precisamente no rio Paraná.

## Morfologia
Os machos podem atingir 4 cm de comprimento total.